# Ayvens Bank
Ayvens Bank (BIC: LPLNNL2F) is een Nederlandse online spaarbank waar klanten kunnen sparen met een variabele rente, of in een termijndeposito. Ayvens Bank begon in 2010 als LeasePlan Bank, onderdeel van LeasePlan Corporation N.V.
Op 15 oktober 2024 is LeasePlan Bank van naam veranderd naar Ayvens Bank. Sinds 1993 heeft Ayvens Bank N.V. (toen nog LeasePlan Corporation N.V.) een bankvergunning van De Nederlandsche Bank en valt onder de Nederlandse Depositogarantie. Daarnaast is Ayvens Bank lid van de Nederlandse Vereniging van Banken.
Ayvens Bank is onderdeel van Ayvens, een wereldwijde specialist op het gebied van autoleasing en duurzame mobiliteit. Ayvens ontstond in 2023 uit de samengang van ALD Automotive en LeasePlan. 

## Geschiedenis
De spaarbank was de eerste die zijn spaarrente had gekoppeld aan de 1-maands-Euriborrente. Per 1 juli 2014 is deze directe koppeling weer losgelaten.
In augustus 2010 had de bank 50.000 spaarders en laste een pauze in bij het aannemen van nieuwe klanten. Als de bank niet zou stoppen met het aannemen van klanten zou financiële disbalans dreigen.
De pauze duurde tien maanden, vanaf 4 juli 2011 konden er weer nieuwe particuliere spaarders een rekening openen.
Vanaf september 2015 is Ayvens Bank ook actief in Duitsland, tot de merkwijziging in 2024 ook onder het merk LeasePlan Bank. 
Anno 2024 heeft Ayvens Bank meer dan 280.000 klanten in Nederland en Duitsland en beheert zij €13 miljard aan spaargeld.